# 間之町通
間之町通（あいのまちどおり）は京都市内の南北の通りの一つ。北は丸太町通から南は七条通のやや南まで。途中姉小路通と高辻通の間、および松原通と万寿寺通の間で分断されている。
平安京には存在せず、豊臣秀吉による天正の地割で新設された通りである。高倉通と東洞院通の「間」に作られたことがそのまま通りの名になった。一説では、東本願寺門前に地割された新旧二つの門前町を東西に二分した通りであることから生まれた名称であるともいう（現在の五条通から七条通の間に相当する）。姉小路通と高辻通の間では地割以前から町が十分に発達していたため、通りの新設は行なわれなかった。
渉成園の西側は道幅が広くなっており、1895年（明治28年）から1901年（明治34年）までこの区間を京都電気鉄道の木屋町線が通っていた。

## 沿道の主な施設
- 京都市子育て支援総合センターこどもみらい館
- 佛光寺
- 文子天満宮
- 渉成園